# 4Matic
 (janvier 2025).
 (janvier 2025).
4Matic est le nom commercial d'une transmission intégrale développée par Mercedes-Benz. 
Il permet la synchronisation des différents moyens de motricité déjà présents sur certaines Mercedes[Quand ?], qui étaient déjà dotées de système ASD (blocage de différentiel automatique) et ASR (anti décrochement) ou encore ABS (anti blocage des roues).

## Historique
Ce programme fut présenté en 1985 au salon de Francfort. Cette modification concerne la transmission du type propulsion (si chère à la marque) pour passer en transmission quatre roues motrices. 
Ce système est au départ prévu exclusivement pour les modèles W124 (berlines et breaks) dotés de moteur six cylindres (260 E, 300 E, 300 D, 300 TD et 300 TE)
Mercedes-Benz ne souhaitant pas copier le fonctionnement des systèmes « quattro » déjà existant (4x4 /4WD/ X-Trac / …), crée - grâce à l'électronique - ce système, qui adapte la motricité instantanément face aux difficultés d'adhérence rencontrées. 
La production de série de ce système si élaboré ne débuta qu'en 1986.

### Fonctionnement
L'entraînement des roues se fait normalement par les roues arrière étant en propulsion, mais grâce aux contrôles de nombreux capteurs (calculant le régime de rotation de chaque roue ) peut ainsi faire varier la motricité de chaque roue.
Il y a quatre types de régulation de motricité (selon les conditions d'adhérence) :
1. répartitions de motricité : 35 % à l'avant / 65 % a l'arrière
2. Conditions de motricité difficiles : les différentiels régulent entre les ponts avant et arrière en 50 % / 50 %
3. si l'adhérence n'est toujours pas optimale le système ASD est alors activé, ce système permet le ralentissement, voire le blocage de la ou des roues en difficultés, de plus si les roues dépassent le seuil de décrochage, le couple du moteur est alors réduit jusqu'au retour de l'équilibre (même si le conducteur accélère à fond, la puissance sera réduite).
4. si la voiture n'adhère toujours pas après les trois seuils précédents, la voiture en dessous de moins de 20 km/h voit le blocage total du pont arrière et permet ainsi le passage des 100 % de la motricité sur le train l'avant.